# Ae 3/5
Les Ae 3/5 sont des locomotives électriques des Chemins de fer fédéraux suisses qui étaient conçues pour les lignes de plaine. Elles ont été baptisées « Petite Sécheron » par les cheminots.
Ces locomotives étant très courtes, elles ne se comportaient pas très bien dans les courbes serrées. Elles ont été utilisées pendant six décennies pour les trains express dans la région du lac de Léman. Quelques locomotives ont été transformées dans les années soixante pour  tracter des « trains-auto » sur la ligne du Gotthard et dans le tunnel du Simplon.

## Historique
À la suite du début de l'électrification en 1920, les CFF on lancé un appel d'offres pour une nouvelle locomotive qui devait répondre aux critères suivants : 
- 3 essieux moteur
- puissance de 2 000 ch
- vitesse de pointe de 90 km/h

Les 3 grandes entreprises électriques Suisse ont présenté les modèles suivants :
- Ae 3/6I par BBC
- Ae 3/6II par MFO
- et l'Ae 3/5 par SAAS qui sera produite en 4 séries de fabrication entre 1922 et 1925.

## Types de frein
- Le frein automatique à air comprimé Westinghouse
- Le frein de manœuvre à air comprimé Westinghouse
- Le frein d'immobilisation à main 2x 21 tonnes
- Le frein antipatinage manuel
- Régimes de frein G/P

## Locomotive préservée

### Ae 3/5 10217
L'Ae 3/5 10217 est conservée comme locomotive historique par la fondation SBB Historic depuis 1977 et est stationnée à Olten.
Utilisation et dépôt
- 1926 - 1957 au dépôt de Lausanne
- 1957 - 1982 au dépôt de Berne

depuis 1977 classée comme véhicule historique.